# Den danske kirke (Egernførde)
Den danske kirke er sognekirke for den danske menighed i Egernførde og omegn. Menigheden hører under Dansk Kirke i Sydslesvig.
Kirken blev opført i 1985 og har siddepladser til 60 kirkegængere. Den er tegnet af arkitekt Søren Kjærsgaard fra Fåborg. Udsmykningen i kirkens indre er lavet af billedhuggeren Erik Heide fra Mors. Alterbordet er bornholmsk granit. Altertavlen er stentøj på en metalplade med den korsfæstede Kristus. Døbefonten har form som en muslingeskal. Relieffet på prædikestolen er et kors, et anker og et hjerte, som symboliserer tro, håb og kærlighed. Kirkens orgel er et Havgaard Rasmussen orgel fra 1988 med 8 stemmer. Kirkebygningen er beliggende i bydelen Borreby.
Menigheden blev grundlagt den 16. juni 1946, da omkring to hundrede personer fejrede dansk gudstjeneste i Skt. Nikolaj kirken i Egernførde. Gudstjenester fandt sted i krostuer, i byens fagforeningshus og i Borreby Kirke, indtil menigheden i 1955 blev nødt til at forlade den pga. den tyske kirkes sprogforordning. Frem til 1985 foregik gudstjenester i byens danske skole.

## Eksterne links
- Menighedens hjemmeside Arkiveret 5. marts 2016 hos  Wayback Machine